# Жикиди, Аурел
Аурел Жикиди (рум. Aurel Jiquidi; 25 октября 1896, Бухарест, Королевство Румыния - 4 февраля 1962, Бухарест) – румынский график, живописец, иллюстратор, плакатист. Заслуженный деятель искусств СРР. Лауреат государственной премии Румынии.

## Биография
Сын художника.

Учился в Школе изящных искусств в Бухаресте, в Париже и Риме (1920).
С конца 1920-х годов сотрудничал в прогрессивной румынской прессе. Основные темы работ художника вдохновлены социальными реалиями первой половины 20 века.
Автор лаконичных и драматических антифашистских рисунков («Ужасы войны», «Здесь побывали легионеры» — 1936), зарисовок, посвященных эпизодам революционного движения в Румынии, иллюстраций к произведениям И. Крянгэ, М. Садовяну и др., циклов рисунки на темы крестьянского восстания в Румынии 1907 года.